# 名児耶六都
名児耶 六都（なごや むつ、1846年10月4日（弘化3年8月14日） - 1916年（大正5年）8月7日）は、明治期の官僚、教育者。旧越後長岡藩士族。
位階および勲等は従五位・勲五等。
名児耶家は同藩の家老を連綿する家の一つ牧野頼母の庶子。『三百藩家臣人名事典4』では名児耶六弥。

## 経歴
長岡城下において出生。後に牧野頼母が江戸家老に就任して定府となったので家を挙げて江戸に移る。1854年（安政元年）再び長岡に帰り漢学塾に学ぶ。戊辰戦争が起こると奥羽諸藩と通じて官軍に抗し銃を持って戦う。（→下記参考文献1、pp459 - 460）
1868年（慶応4年7月25日）の城岡口で名児耶衛守（軍兵衛）の嗣子で小姓であった名児耶三津太が戦死したため、1869年（明治2年）に名児耶衛守（軍兵衛）の養嗣子となる。（出典「三百藩家臣人名事典4」）
藤野善蔵の助けで慶應義塾へ入塾。原資料である長岡藩政資料集（士族総名順）によると、戊辰戦争後には、名児耶 六都は俸禄7俵の部屋住みで藩に出仕、養父の衛守は家令150石であり、この時点では、養父がまだ隠居や死亡していなかったことが明らかであり、すくなくともこれ以降に家督を継ぐ。
1873年（明治6年）大阪の慶應義塾分校に赴く。1876年（明治9年）、文部大臣の森有礼に聘せられて東京帝国大学会計課長となり、同年転じて文部省に入る。
1916年（大正5年）8月7日卒去。行年71歳。戒名は一貫院殿六義都得居士。墓所は東京東麻布の瑠璃光寺。勲五等双光旭日章を贈られた。
六都の子で大審院判事を務めた名児耶梅三郎に子がなく、明治以後の家制度の下の戸主継承者が名児耶氏にいなかったことで、旧長岡藩士名児耶氏は梅三郎の代で断絶した。

## 親族
- 妻 五百子 - 大正5年5月26日没。行年69。戒名は法輪院殿五峯百雲大姉。

- 子 梅三郎 - 長野県人藤井彦太郎の弟で、六都の養子となる。1930年(昭和5年)1月1日卒。行年58。戒名は寛祐院殿梅軒道香居士。位階および勲等は従四位・勲四等。

- 梅三郎妻 禄子 - 六都の長女。1956年(昭和29年)1月15日没。行年77。戒名は文禄院殿竹窓貞節大姉。

- 梅三郎養女 園 - 新潟県人の村井洋一郎の三女。

## 出自
名児耶氏は寛永諸家系図伝では「名児那氏」とも書き、今川氏や甲斐武田氏に仕えた末に江戸幕府旗本になった名児耶氏が改姓した一族が岩佐氏であるが、この分家である岩佐弥五左衛門は越後長岡藩預かりになっている（以上は寛政重修諸家譜巻九百五十六）が、その甥が軍学に明るかったこともあって越後長岡藩に仕官したのが始まり。
名児耶六都の名児耶家に関する記述は長岡藩の原資料と、「三百藩家臣人名事典4」（1988年・新人物往来社、名児耶氏の出自部分は『長岡諸士出身録』が原典）とで初代と3代目を混同している。3代目の当主以降から要職に就任するようになったともいえるが、この家の極官職は中老格奉行である。なお、名児那家は先述のとおり六都の子、梅三郎を最後に明治以降に無嗣断絶。詳細は越後長岡藩の家臣団#名児耶氏参照。